# Recoubeau-Jansac
Recoubeau-Jansac est une commune française située dans le département de la Drôme, en région Auvergne-Rhône-Alpes.
Ses habitants sont dénommés les Recoubeaulois et Recoubeauloises.

## Géographie

### Localisation

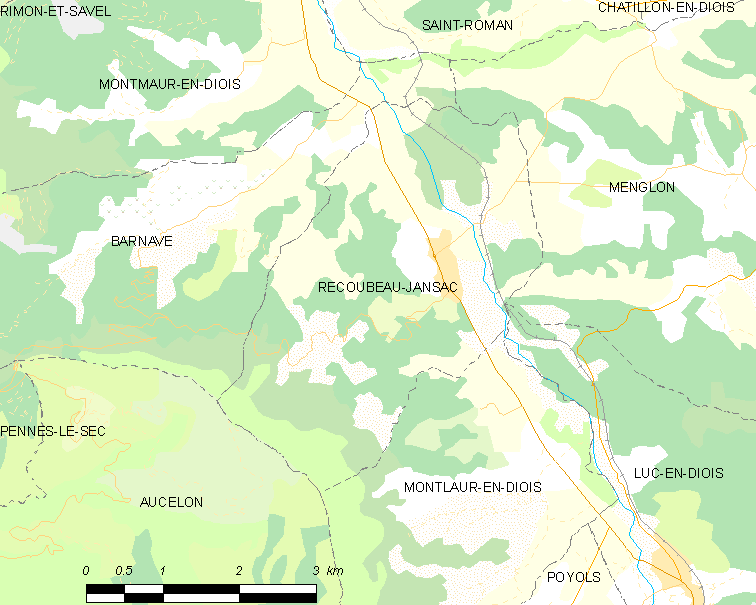
Recoubeau.

Rattachée à la communauté de communes du Diois, la commune de Recoubeau-Jansac est située à 5 km au nord-ouest de Luc-en-Diois (chef-lieu du canton) et à 12 km au sud de Die.

### Relief et géologie
Sites particuliers :
- Pas de Jansac
- Pas de la Pousterle
- Pas de l'Ours
- Serre de Peyrenaud (769 m)
- Serre du Chapelet (603 m)
- Serre du Riez (541 m)
- Serre Lacroix (616 m)
- Serre Montagnet
- Serre Quérant (562 m)

### Hydrographie
La commune est arrosée par les cours d'eau suivants :
- la Chanarette
- la Doux
- la Drôme
- Ruisseau de Blanchon
- Ruisseau de Joffre
- Ruisseau des Beaumondes
- Ruisseau des Combes
- Ruisseau du Fayol
- Ruisseau du Mas

### Climat
Pour des articles plus généraux, voir Climat d'Auvergne-Rhône-Alpes et Climat de la Drôme.
En 2010, le climat de la commune est de type climat méditerranéen altéré, selon une étude du Centre national de la recherche scientifique s'appuyant sur une série de données couvrant la période 1971-2000. En 2020, Météo-France publie une typologie des climats de la France métropolitaine dans laquelle la commune est exposée à un climat de montagne ou de marges de montagne et est dans la région climatique  Alpes du sud, caractérisée par une pluviométrie annuelle de 850 à 1 000 mm, minimale en été. 
Pour la période 1971-2000, la température annuelle moyenne est de 11,3 °C, avec une amplitude thermique annuelle de 17,5 °C. Le cumul annuel moyen de précipitations est de 1 011 mm, avec 7,9 jours de précipitations en janvier et 5,4 jours en juillet. Pour la période 1991-2020, la température moyenne annuelle observée sur la station météorologique de Météo-France la plus proche, « St Roman-Diois », sur la commune de Saint-Roman à 4 km à vol d'oiseau, est de 12,5 °C et le cumul annuel moyen de précipitations est de 800,3 mm,. Pour l'avenir, les paramètres climatiques de la commune estimés pour 2050 selon différents scénarios d'émission de gaz à effet de serre sont consultables sur un site dédié publié par Météo-France en novembre 2022.

### Voies de communication et transports
Le territoire communal est traversé par la route départementale 93 (RD93).

## Urbanisme

### Typologie
Au 1er janvier 2024, Recoubeau-Jansac est catégorisée commune rurale à habitat dispersé, selon la nouvelle grille communale de densité à 7 niveaux définie par l'Insee en 2022.
Elle est située hors unité urbaine. Par ailleurs la commune fait partie de l'aire d'attraction de Die, dont elle est une commune de la couronne,. Cette aire, qui regroupe 27 communes, est catégorisée dans les aires de moins de 50 000 habitants,.

### Occupation des sols
L'occupation des sols de la commune, telle qu'elle ressort de la base de données européenne d’occupation biophysique des sols Corine Land Cover (CLC), est marquée par l'importance des forêts et milieux semi-naturels (53,7 % en 2018), en augmentation par rapport à 1990 (51,1 %). La répartition détaillée en 2018 est la suivante : forêts (49,7 %), terres arables (25,4 %), zones agricoles hétérogènes (18,8 %), milieux à végétation arbustive et/ou herbacée (3,1 %), zones urbanisées (2,1 %), espaces ouverts, sans ou avec peu de végétation (0,8 %). L'évolution de l’occupation des sols de la commune et de ses infrastructures peut être observée sur les différentes représentations cartographiques du territoire : la carte de Cassini (XVIIIe siècle), la carte d'état-major (1820-1866) et les cartes ou photos aériennes de l'IGN pour la période actuelle (1950 à aujourd'hui).

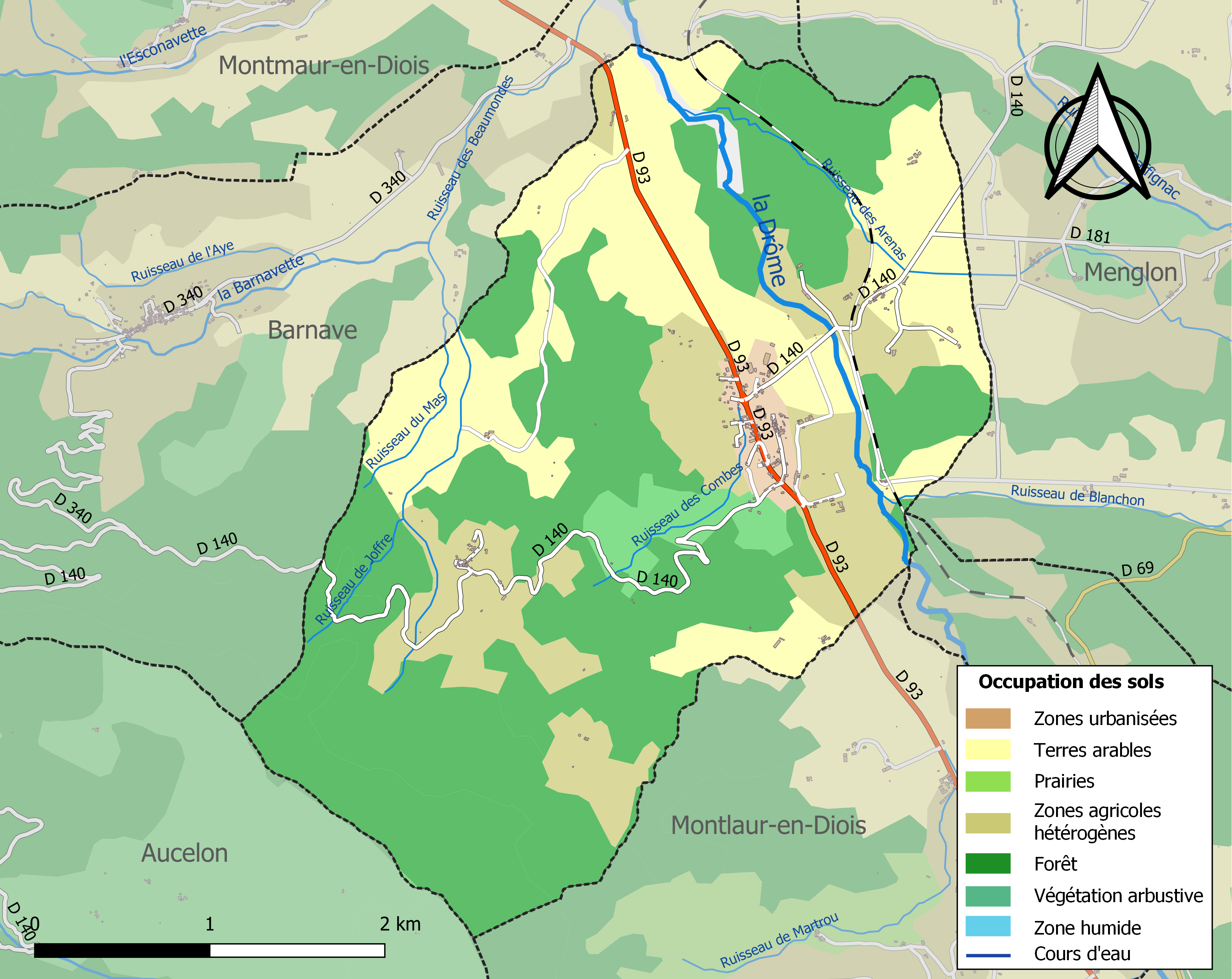
Carte des infrastructures et de l'occupation des sols de la commune en 2018 (CLC).

### Morphologie urbaine

#### Quartiers, hameaux et lieux-dits
Site Géoportail (carte IGN) :
- Bois de Jansac
- Chabane
- Chenegat
- Chirol
- Côtes Pleines
- Forêt Domaniale de Solaure
- Frachet
- Gauthier
- Jansac
- la Plaine
- le Clos
- le Mas
- le Monestier
- le Moulin de Jansac
- le Prayol
- les Boènes
- les Clapiers
- les Fauries
- les Gros Chênes
- les Oches
- les Touches
- Rif Papier
- Riousset
- Taudon
- Vallieu

## Toponymie

### Attestations

#### Recoubeau
Dictionnaire topographique du département de la Drôme :
- 1220 : castrum de Ricobel (cartulaire de Die, 62).
- 1372 : Recoubel (inventaire Morin-Pons, I, 629).
- 1509 : mention de l'église paroissiale : ecclesia parrochialis Sancti Johannis de Ricobello (visites épiscopales).
- 1533 : Ricobeau (archives de la Drôme, E 2230).
- 1615 : Ricoubeaux (archives de la Drôme, E 5751).
- 1631 : Ricoubeau (archives de la Drôme, E 6484).
- 1760 : Roquebeau (archives de la Drôme, C 27).
- 1891 : Recoubeau, commune du canton de Luc-en-Diois.

#### Jansac
Dictionnaire topographique du département de la Drôme :
- 1200 : Genzac (cartulaire de Die, 27).
- 1227 : castrum de Gentiaco (cartulaire de Die, 31).
- 1230 : castrum de Gensac (cartulaire de Die, 32).
- 1705 : Gensac (dénombrement du royaume).
- 1788 : Jeansac (alman. du Dauphiné).
- 1891 : Jansac, commune du canton de Luc-en-Diois.

#### Recoubeau-Jansac
- Décembre 1975[réf. nécessaire] : Recoubeau-Jansac.

## Histoire

### Recoubeau

#### Du Moyen Âge à la Révolution
La seigneurie :
- Au point de vue féodal, Recoubeau était une terre (ou seigneurie) du fief des comtes de Diois puis des évêques de Die.
- Elle passe (par héritage) des comtes de Diois aux Agoult.
- 1241 : passe aux Artaud d'Aix.
- 1580 : les Montauban se qualifient « barons de Recoubeau ».
- 1634 : la terre est vendue aux Ducros.
- Fin XVIIe siècle : elle passe aux Alléoud.
- Vers 1762 : passe aux La Tour.
- 1765 : passe aux Plan de Sièyes.
- 1775 : vendue aux Gueymard, derniers seigneurs.

Pendant les guerres de Religion, le bourg reste catholique.
Avant 1790, Recoubeau était une communauté de l'élection de Montélimar, de la subdélégation de Crest et du bailliage de Die.

Elle formait une paroisse du diocèse de Die dont l'église, dédiée à saint Jean-Baptiste, était celle d'une commanderie de l'ordre de Saint-Jean-de-Jérusalem qui fut unie à celle de Valdrôme au XVIe siècle. Les dîmes appartenaient, en partie au chapitre de Die, en partie à l'ordre de Saint-Jean de Jérusalem (voir Le Prieuré).
Le Prieuré
Ancienne commanderie de l'ordre de Saint-Jean de Jérusalem, unie à celle de Valdrôme dès le XVIe siècle et dont le titulaire avait la plus grande partie des dîmes de la paroisse
- 1240 : Preceptoria hospitalis Jerosolimitani de Ricobello (J. Chevalier, Histoire de Die, I, 482).
- XIVe siècle : Preceptoria de Ricobello (pouillé de Die).
- 1449 : Preceptoria Ricobelli (pouillé hist.).
- 1891 : Le Prieuré, ferme de la commune de Recoubeau.

#### De la Révolution à 1975
En 1790, la commune fait partie du canton de Luc-en-Diois.
En 1853, le château accueille un couvent pour orphelines. Une usine pour le travail de la soie y est ajouté[réf. nécessaire].
Durant la Seconde Guerre mondiale, le village accueille des habitants d'Ogy, un village mosellan, expulsés par les Allemands[réf. nécessaire].
En 1961, le Mouvement international de la Croix-Rouge et du Croissant-Rouge fait l'acquisition du château pour y installer un IMP (Institut médico-pédagogique auquel s'est ajouté un CAT (Centre d’aide par le travail)[réf. nécessaire].

### Jansac

#### Antiquité: les Gallo-romains
Présence romaine.

#### Du Moyen Âge à la Révolution
La seigneurie :
- Au point de vue féodal, Jansac était une terre (ou seigneurie) probablement possédée par les Artaud d'Aix.
- Elle passe aux Mévouillon.
- 1227 : elle est vendue aux évêques de Die.
- Aliénée par les évêques
- 1329 : possession des Morges.
- 1540 : possession des Brotin.
- 1564 : passe (par mariage) aux Monteynard (encore seigneurs de Jansac en 1601).
- Passe aux Borel de Ponsonas. La terre leur est longtemps disputée par les Odde de Bonniot.
- Peu après 1725 : elle est vendue aux Gilbert, derniers seigneurs.

Avant 1790, Jansac était une communauté de l'élection de Montélimar, subdélégation de Crest et du bailliage de Die.

Elle formait une paroisse du diocèse de Die dont l'église était dédiée à saint Jean-Baptiste. La cure était de la collation de l'évêque diocésain et les dîmes appartenaient au curé.

#### De la Révolution à 1975
En 1790, la commune fait partie du canton de Luc-en-Diois.

### Recoubeau-Jansac de 1975 à nos jours
En décembre 1975[réf. nécessaire] (ou 1976), les deux communes fusionnent.

## Politique et administration

### Liste des maires
| Période                                                                   | Période                   | Identité                               | Étiquette | Qualité                                                |
| ------------------------------------------------------------------------- | ------------------------- | -------------------------------------- | --------- | ------------------------------------------------------ |
| Les données manquantes sont à compléter. : Recoubeau (de 1790 à 1975)     |                           |                                        |           |                                                        |
| 1790                                                                      | 1953                      | ?                                      |           |                                                        |
| 1953                                                                      | 1975                      | Charles Monge                          |           |                                                        |
| Les données manquantes sont à compléter. : Jansac (de 1790 à 1975)        |                           |                                        |           |                                                        |
| 1790                                                                      | 1975                      | ?                                      |           |                                                        |
| Les données manquantes sont à compléter. : Recoubeau-Jansac (depuis 1975) |                           |                                        |           |                                                        |
| 1975                                                                      | 1977                      | Charles Monge                          | DVD       |                                                        |
| 1977                                                                      | 1983                      | Charles Monge                          |           | maire sortant                                          |
| 1983                                                                      | 1989                      | Charles Monge                          |           | maire sortant président du Conseil Général (2001-2002) |
| 1989                                                                      | 1995                      | Jean-Pierre Rouit                      | DVD       | chef d'entreprise                                      |
| 1995                                                                      | 2001                      | Jean-Pierre Rouit                      |           | maire sortant                                          |
| 2001                                                                      | 2008                      | Jean-Pierre Rouit                      |           | maire sortant                                          |
| 2008                                                                      | 2014                      | Jean-Pierre Rouit                      |           | maire sortant                                          |
| 2014                                                                      | 2020                      | Jean-Pierre Rouit                      |           | maire sortant                                          |
| 2020                                                                      | En cours (au 3 juin 2021) | Jean-Pierre Rouit[source insuffisante] |           | maire sortant                                          |

## Population et société

### Démographie
L'évolution du nombre d'habitants est connue à travers les recensements de la population effectués dans la commune depuis 1793. Pour les communes de moins de 10 000 habitants, une enquête de recensement portant sur toute la population est réalisée tous les cinq ans, les populations de référence des années intermédiaires étant quant à elles estimées par interpolation ou extrapolation. Pour la commune, le premier recensement exhaustif entrant dans le cadre du nouveau dispositif a été réalisé en 2006.

En 2022, la commune comptait 327 habitants, en évolution de +20,66 % par rapport à 2016 (Drôme : +2,64 %, France hors Mayotte : +2,11 %).
| 1793 | 1800 | 1806 | 1821 | 1831 | 1836 | 1841 | 1846 | 1851 |
| ---- | ---- | ---- | ---- | ---- | ---- | ---- | ---- | ---- |
| 145  | 164  | 126  | 171  | 169  | 197  | 191  | 172  | 203  |

| 1856 | 1861 | 1866 | 1872 | 1876 | 1881 | 1886 | 1891 | 1896 |
| ---- | ---- | ---- | ---- | ---- | ---- | ---- | ---- | ---- |
| 248  | 307  | 251  | 259  | 336  | 329  | 541  | 313  | 353  |

| 1901 | 1906 | 1911 | 1921 | 1926 | 1931 | 1936 | 1946 | 1954 |
| ---- | ---- | ---- | ---- | ---- | ---- | ---- | ---- | ---- |
| 311  | 207  | 267  | 203  | 188  | 170  | 170  | 226  | 135  |

| 1962 | 1968 | 1975 | 1982 | 1990 | 1999 | 2006 | 2011 | 2016 |
| ---- | ---- | ---- | ---- | ---- | ---- | ---- | ---- | ---- |
| 158  | 184  | 164  | 208  | 197  | 207  | 228  | 247  | 271  |

| 2021 | 2022 | - | - | - | - | - | - | - |
| ---- | ---- | - | - | - | - | - | - | - |
| 307  | 327  | - | - | - | - | - | - | - |

### Manifestations culturelles et festivités
- Fête : le dernier dimanche d'août[15].

### Cultes
L'église paroissiale et la communauté catholique de Recoubeau-Jansac sont rattachées à la paroisse Saint-Marcel en Diois, laquele couvre 37 communes et dépend du Diocèse de Valence.

## Économie

### Agriculture
En 1992 : polyculture, vignes (vins AOC Châtillon-en-Diois et Clairette de Die), ovins, volailles.
- Foire : le 12 avril[15].

### Artisanat
- Entreprise Décodrôme-Arte-Viva (création de meubles en fer forgé)[réf. nécessaire].

## Culture locale et patrimoine

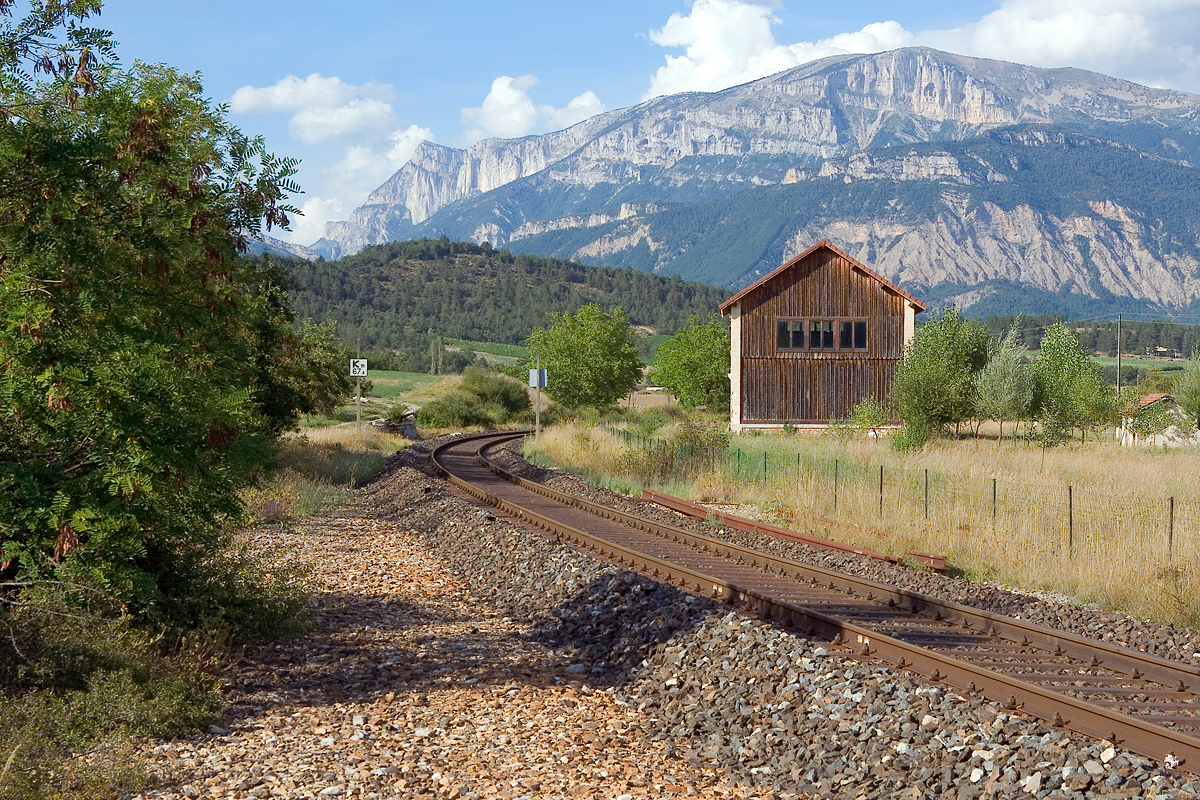
Ancienne halle à marchandises de la gare de Recoubeau.

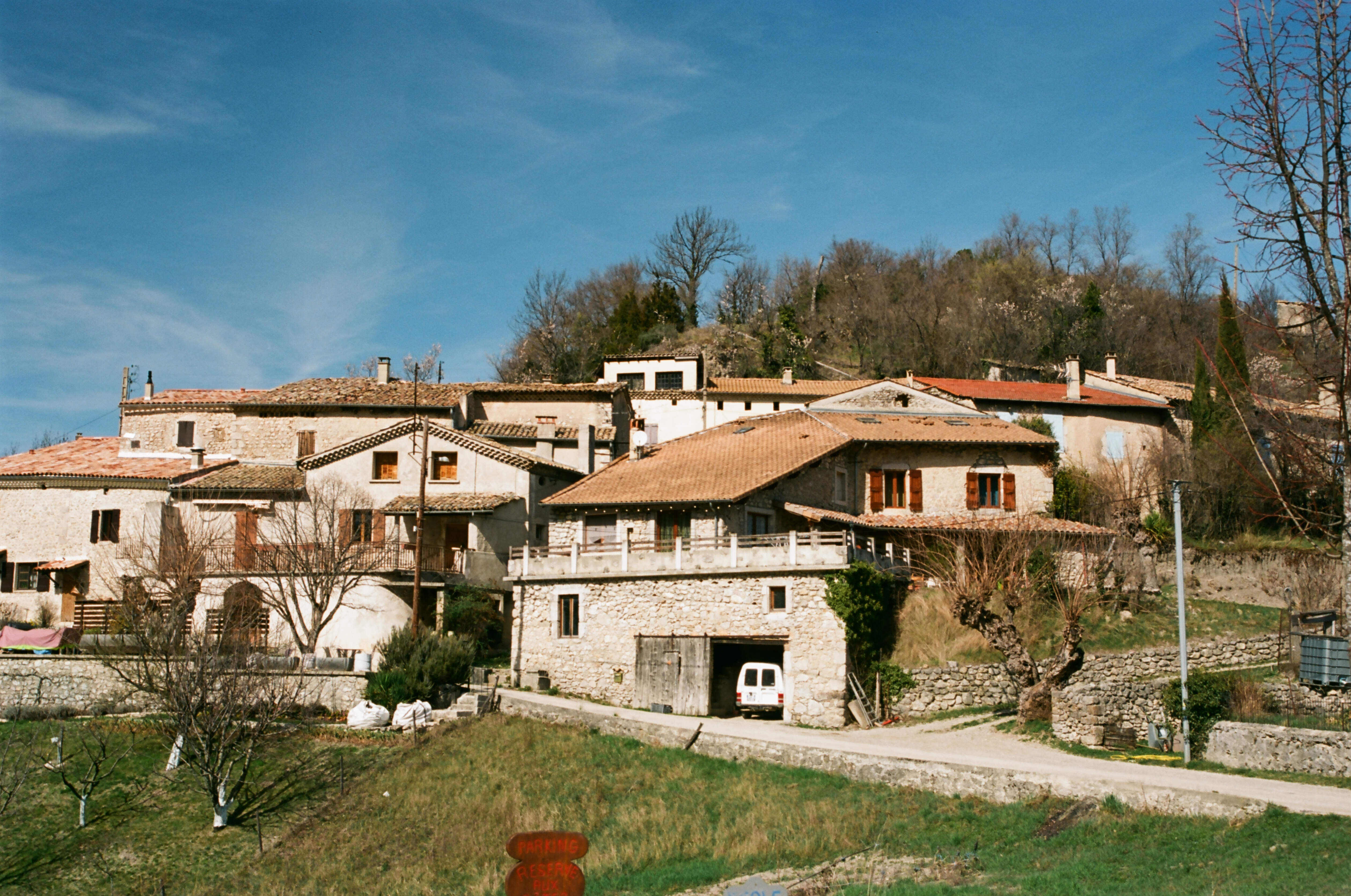
Village de Jansac.

### Lieux et monuments
Recoubeau
- Château de Recoubeau : quatre tours d'angle, remanié au XXe siècle[réf. nécessaire].

Château et couvent.
- Église Saint-Jean-Baptiste de Recoubeau du XIXe siècle[15].
- Ancienne église Saint-Jean-Baptiste de Recoubeau.
- Ancienne gare de Recoubeau sur la ligne de Livron à Aspres-sur-Buëch.
- Ancienne halle à marchandises de la gare de Recoubeau.

Jansac
- Petit village perché[15].
- Site du château médiéval de Jansac détruit au XXe siècle[réf. nécessaire].
- Église d'origine romane (située sur un à-pic)[15].
- Moulin de Jansac. Ses abords sont inscrits (SI)[15].

### Héraldique, logotype et devise
|  | Recoubeau-Jansac possède des armoiries dont l'origine et le blasonnement exact ne sont pas disponibles. |